# Ippodromo Tor di Valle
Ippodromo Tor di Valle var en travbana i Rom i provinsen Lazio i Italien. Den öppnades 26 december 1959 och stängdes 30 januari 2013.

## Om banan
Ippodromo Tor di Valle var en viktig travbana i Rom, och var med sina 42 hektar, en av de största travbanorna i Europa. Travbanan namngavs efter det område den låg i, och anläggningen inkluderade bland annat en huvudbana och en träningsbana. På grund av banans storlek användes den ofta för kulturella event, konserter och sociala event i staden.
Travbanans design kom från arkitekten Julio Lafuente och civilingenjörerna Gaetano Rebeccini, Calogero Benedetti, Aricardo Birago och Paolo Vietti-Violi. Ippodromo Tor di Valle ersatte tävlingsbanan vid Villa Glori, på det område som den olympiska byn byggdes för de Olympiska sommarspelen 1960.
Banan invigdes den 26 december 1959, då bland annat travloppet Premio Tor di Valle kördes över 2 100 meter. Anläggningens totala yta var 42 hektar, och kunde rymma 50 000 åskådare, varav 4 000 sittplatser. Huvudbanan var 1 000 meter lång och hade en banbredd som varierade mellan 23 och 25 meter.
På grund av den minskade användningen och dålig skötsel av banan, skapades 2004 ett tillfälligt tält på banan för att användas till MTV Europe Music Awards. den 18 november 2004.
Banan stängdes 30 januari 2013 efter att ha kommit överens med AS Roma att deras nya arena Stadio della Roma, samt en företagspark med skyskrapor av Daniel Libeskind ska byggas på platsen. Den 23 februari 2017,  efter ett möte mellan borgmästaren Virginia Raggi, ordföranden för Capitoline-församlingen Marcello De Vito, byggaren Luca Parnasi och generaldirektören för Rom Mauro Baldissoni som företrädde president Pallotta, nåddes ett nytt avtal efter betydande förändringar av det ursprungliga projektet.